# Almoloya del Río

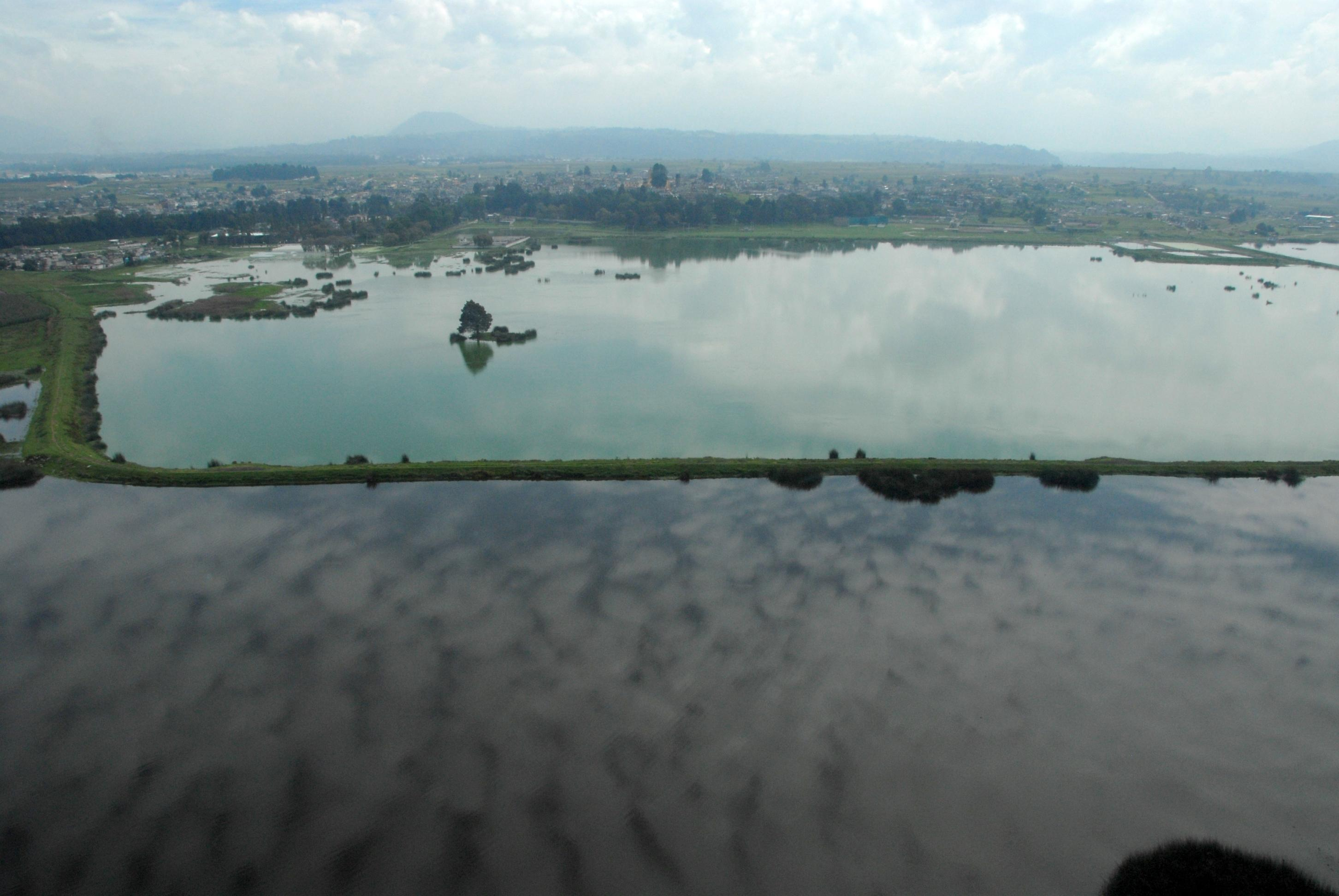

Municipalité du Almoloya del Río.

Almoloya del Río (mot d'origine nahuatl) est l'une de 125 municipalités de l'État de Mexico au Mexique. Almoloya del Río confine au nord à Mexicaltzingo, à l'ouest à Rayón, au sud à Texcalyacac et à l'est à Tianguistenco. Son chef-lieu est Almoloya del Río qui compte 10 886 habitants.